# Copa Durand
La Copa Durand es el torneo de fútbol a nivel de clubes más importante de la India. Fue creado en el año 1888 por Mortimer Durand, teniendo su primer partido en Dagshai en un principio como una forma que tenían las tropas británicas para distraerse mientras estaban sirviendo a su país en India.
Solamente se ha suspendido en 2 ocasiones, ambas por las Guerras Mundiales y en 1940 la sede fue trasladada a Nueva Delhi. 
Desde la independencia de la India en 1947, la sede ha sido el Ambedkar Stadium, en Delhi.

## Lista de Campeones
| 1888    | Royal Scots Fusiliers                                                          | 2-1                                                                            | Highland Light Infantry                                                        |                                                                                |                                                                                |                                                                                |                                                                                |
| 1889    | Highland Light Infantry                                                        | 8-1                                                                            | Simla Rifles                                                                   |                                                                                |                                                                                |                                                                                |                                                                                |
| 1890    | Highland Light Infantry                                                        | 2-0                                                                            | Royal Irish Fusiliers                                                          |                                                                                |                                                                                |                                                                                |                                                                                |
| 1891    | Scottish Borderers                                                             | 2-0                                                                            | East Lancashire                                                                |                                                                                |                                                                                |                                                                                |                                                                                |
| 1892    | Scottish Borderers                                                             | 3-1                                                                            | A & S Highlands                                                                |                                                                                |                                                                                |                                                                                |                                                                                |
| 1893    | Highland Light Infantry                                                        | 2-1                                                                            | A & S Highlands                                                                |                                                                                |                                                                                |                                                                                |                                                                                |
| 1894    | Highland Light Infantry                                                        | 2-1                                                                            | Royal Scots Fusiliers                                                          |                                                                                |                                                                                |                                                                                |                                                                                |
| 1895    | Highland Light Infantry                                                        | 1-0                                                                            | Somerset LI                                                                    |                                                                                |                                                                                |                                                                                |                                                                                |
| 1896    | Somerset LI                                                                    | 6-1                                                                            | Black Watch                                                                    |                                                                                |                                                                                |                                                                                |                                                                                |
| 1897    | Black Watch                                                                    | 1-0                                                                            | PVRC                                                                           |                                                                                |                                                                                |                                                                                |                                                                                |
| 1898    | Black Watch                                                                    | 4-0                                                                            | N. Staffordshire Regiment                                                      |                                                                                |                                                                                |                                                                                |                                                                                |
| 1899    | Black Watch                                                                    | 3-0                                                                            | Yorkshire Regiment                                                             |                                                                                |                                                                                |                                                                                |                                                                                |
| 1900    | South Wales Borderers                                                          | 2-0                                                                            | E. Lancashire Regiment                                                         |                                                                                |                                                                                |                                                                                |                                                                                |
| 1901    | South Wales Borderers                                                          | 2-1                                                                            | S. Staffordshire Regiment                                                      |                                                                                |                                                                                |                                                                                |                                                                                |
| 1902    | Hampshire Regiment                                                             | 2-1                                                                            | E. Lancashire Regiment                                                         |                                                                                |                                                                                |                                                                                |                                                                                |
| 1903    | Royal Irish Rifles                                                             | 2-1                                                                            | Queen's Regiment                                                               |                                                                                |                                                                                |                                                                                |                                                                                |
| 1904    | N. Staffordshire Regiment                                                      | 1-0                                                                            | Black Watch                                                                    |                                                                                |                                                                                |                                                                                |                                                                                |
| 1905    | Royal Dragoons                                                                 | 2-0                                                                            | Dorsetshire Regiment                                                           |                                                                                |                                                                                |                                                                                |                                                                                |
| 1906    | Cameronians                                                                    | 2-1                                                                            | Bedfordshire                                                                   |                                                                                |                                                                                |                                                                                |                                                                                |
| 1907    | Cameronians                                                                    | 2-0                                                                            | Royal Welsh Fusiliers                                                          |                                                                                |                                                                                |                                                                                |                                                                                |
| 1908    | Lancashire Fusiliers                                                           | 2-0                                                                            | Royal Irish Rifles                                                             |                                                                                |                                                                                |                                                                                |                                                                                |
| 1909    | Lancashire Fusiliers                                                           | 2-0                                                                            | King's Regiment                                                                |                                                                                |                                                                                |                                                                                |                                                                                |
| 1910    | Royal Scots                                                                    | 2-0                                                                            | 3rd KRR                                                                        |                                                                                |                                                                                |                                                                                |                                                                                |
| 1911    | Black Watch                                                                    | 1-0                                                                            | Lancashire Fusiliers                                                           |                                                                                |                                                                                |                                                                                |                                                                                |
| 1912    | Royal Scots                                                                    | 1-0                                                                            | Lancashire Fusiliers                                                           |                                                                                |                                                                                |                                                                                |                                                                                |
| 1913    | Lancashire Fusiliers                                                           | 2-0                                                                            | 3rd KRR                                                                        |                                                                                |                                                                                |                                                                                |                                                                                |
| 1914-19 | No se jugó debido a la Primera Guerra Mundial                                  | No se jugó debido a la Primera Guerra Mundial                                  | No se jugó debido a la Primera Guerra Mundial                                  | No se jugó debido a la Primera Guerra Mundial                                  | No se jugó debido a la Primera Guerra Mundial                                  | No se jugó debido a la Primera Guerra Mundial                                  | No se jugó debido a la Primera Guerra Mundial                                  |
| 1920    | Black Watch                                                                    | 2-0                                                                            | Cameronians                                                                    |                                                                                |                                                                                |                                                                                |                                                                                |
| 1921    | Worcestershire                                                                 | 1-0                                                                            | Royal Fusiliers                                                                |                                                                                |                                                                                |                                                                                |                                                                                |
| 1922    | Lancashire Fusiliers                                                           | 1-0                                                                            | Brigade RFA                                                                    |                                                                                |                                                                                |                                                                                |                                                                                |
| 1923    | Cheshire Regiment                                                              | 1-0                                                                            | Essex Regiment                                                                 |                                                                                |                                                                                |                                                                                |                                                                                |
| 1924    | Worcestershire Regiment                                                        | 2-0                                                                            | Essex Regiment                                                                 |                                                                                |                                                                                |                                                                                |                                                                                |
| 1925    | Sherwood Foresters                                                             | 2-0                                                                            | Worcestershire Regiment                                                        |                                                                                |                                                                                |                                                                                |                                                                                |
| 1926    | Durham LI                                                                      | 1-0                                                                            | Sherwood Foresters                                                             |                                                                                |                                                                                |                                                                                |                                                                                |
| 1927    | York & Lancaster Regiment                                                      | 1-0                                                                            | East India Railways                                                            |                                                                                |                                                                                |                                                                                |                                                                                |
| 1928    | Sherwood Foresters                                                             | 4-0                                                                            | York & Lancaster Regiment                                                      |                                                                                |                                                                                |                                                                                |                                                                                |
| 1929    | York & Lancaster Regiment                                                      | 3-0                                                                            | East Yorkshire Regiment                                                        |                                                                                |                                                                                |                                                                                |                                                                                |
| 1930    | York & Lancaster Regiment                                                      | 2-0                                                                            | Leicestershire Regiment                                                        |                                                                                |                                                                                |                                                                                |                                                                                |
| 1931    | Devonshire Regiment                                                            | 3-0                                                                            | Border Regiment                                                                |                                                                                |                                                                                |                                                                                |                                                                                |
| 1932    | King's Shropshire LI                                                           | 2-1                                                                            | Devonshire Regiment                                                            |                                                                                |                                                                                |                                                                                |                                                                                |
| 1933    | King's Shropshire LI                                                           | 3-2                                                                            | Leicestershire Regiment                                                        |                                                                                |                                                                                |                                                                                |                                                                                |
| 1934    | B Corps Signals                                                                | 3-1                                                                            | A & S Highlanders                                                              |                                                                                |                                                                                |                                                                                |                                                                                |
| 1935    | Border Regiment                                                                | 1-0                                                                            | R Norfolk Regiment                                                             |                                                                                |                                                                                |                                                                                |                                                                                |
| 1936    | A & S Highlanders                                                              | 2-0                                                                            | Green Howards                                                                  |                                                                                |                                                                                |                                                                                |                                                                                |
| 1937    | Border Regiment                                                                | 3-1                                                                            | Royal Scots                                                                    |                                                                                |                                                                                |                                                                                |                                                                                |
| 1938    | South Wales Borderers                                                          | 2-0                                                                            | Border Regiment                                                                |                                                                                |                                                                                |                                                                                |                                                                                |
| 1939    | No se jugó debido a la Segunda Guerra Mundial                                  | No se jugó debido a la Segunda Guerra Mundial                                  | No se jugó debido a la Segunda Guerra Mundial                                  | No se jugó debido a la Segunda Guerra Mundial                                  | No se jugó debido a la Segunda Guerra Mundial                                  | No se jugó debido a la Segunda Guerra Mundial                                  | No se jugó debido a la Segunda Guerra Mundial                                  |
| 1940    | Mohammedan Sporting Club                                                       | 2-1                                                                            | Royal Warwickshire Regt.                                                       |                                                                                |                                                                                |                                                                                |                                                                                |
| 1941-49 | No se jugó debido a la Segunda Guerra Mundial y a la Independencia de la India | No se jugó debido a la Segunda Guerra Mundial y a la Independencia de la India | No se jugó debido a la Segunda Guerra Mundial y a la Independencia de la India | No se jugó debido a la Segunda Guerra Mundial y a la Independencia de la India | No se jugó debido a la Segunda Guerra Mundial y a la Independencia de la India | No se jugó debido a la Segunda Guerra Mundial y a la Independencia de la India | No se jugó debido a la Segunda Guerra Mundial y a la Independencia de la India |
| 1950    | Hyderabad City Police                                                          | 2-2, 1-0                                                                       | Mohun Bagan AC                                                                 |                                                                                |                                                                                |                                                                                |                                                                                |
| 1951    | East Bengal                                                                    | 1-1, 2-1                                                                       | Rajasthan Club                                                                 |                                                                                |                                                                                |                                                                                |                                                                                |
| 1952    | East Bengal                                                                    | 1-0                                                                            | Hyderabad City Police                                                          |                                                                                |                                                                                |                                                                                |                                                                                |
| 1953    | Mohun Bagan AC                                                                 | 4-0                                                                            | National Defence Academy                                                       |                                                                                |                                                                                |                                                                                |                                                                                |
| 1954    | Hyderabad City Police                                                          | 1-1, 1-0                                                                       | Hindustan Aircraft                                                             |                                                                                |                                                                                |                                                                                |                                                                                |
| 1955    | Madras Regimental Centre                                                       | 3-2                                                                            | Indian Air Force                                                               |                                                                                |                                                                                |                                                                                |                                                                                |
| 1956    | East Bengal                                                                    | 2-0                                                                            | Hyderabad City Police                                                          |                                                                                |                                                                                |                                                                                |                                                                                |
| 1957    | Hyderabad City Police                                                          | 2-1                                                                            | East Bengal                                                                    |                                                                                |                                                                                |                                                                                |                                                                                |
| 1958    | Madras Regimental Centre                                                       | 2-0                                                                            | Gorkha Brigade                                                                 |                                                                                |                                                                                |                                                                                |                                                                                |
| 1959    | Mohun Bagan AC                                                                 | 1-1, 3-1                                                                       | Mohammedan Sporting Club                                                       |                                                                                |                                                                                |                                                                                |                                                                                |
| 1960    | Mohun Bagan AC & East Bengal - (ambos campeones) 1-1, 0-0                      | Mohun Bagan AC & East Bengal - (ambos campeones) 1-1, 0-0                      | Mohun Bagan AC & East Bengal - (ambos campeones) 1-1, 0-0                      | Mohun Bagan AC & East Bengal - (ambos campeones) 1-1, 0-0                      | Mohun Bagan AC & East Bengal - (ambos campeones) 1-1, 0-0                      | Mohun Bagan AC & East Bengal - (ambos campeones) 1-1, 0-0                      | Mohun Bagan AC & East Bengal - (ambos campeones) 1-1, 0-0                      |
| 1961    | Andhra Pradesh Police                                                          | 1-0                                                                            | Mohun Bagan AC                                                                 |                                                                                |                                                                                |                                                                                |                                                                                |
| 1962    | No se jugó debido a la Guerra de Indo-China                                    | No se jugó debido a la Guerra de Indo-China                                    | No se jugó debido a la Guerra de Indo-China                                    | No se jugó debido a la Guerra de Indo-China                                    | No se jugó debido a la Guerra de Indo-China                                    | No se jugó debido a la Guerra de Indo-China                                    | No se jugó debido a la Guerra de Indo-China                                    |
| 1963    | Mohun Bagan AC                                                                 | 0-0, 2-0                                                                       | Andhra Pradesh Police                                                          |                                                                                |                                                                                |                                                                                |                                                                                |
| 1964    | Mohun Bagan AC                                                                 | 2-0                                                                            | East Bengal                                                                    |                                                                                |                                                                                |                                                                                |                                                                                |
| 1965    | Mohun Bagan AC                                                                 | 2-0                                                                            | Punjab Police                                                                  |                                                                                |                                                                                |                                                                                |                                                                                |
| 1966    | Gorkha Brigade                                                                 | 2-0                                                                            | Sikh Regimental Centre                                                         |                                                                                |                                                                                |                                                                                |                                                                                |
| 1967    | East Bengal                                                                    | 1-0                                                                            | Bengal-Nagpur Railway                                                          |                                                                                |                                                                                |                                                                                |                                                                                |
| 1968    | Border Security Force                                                          | 1-0                                                                            | East Bengal                                                                    |                                                                                |                                                                                |                                                                                |                                                                                |
| 1969    | Gorkha Brigade                                                                 | 1-0                                                                            | Border Security Force                                                          |                                                                                |                                                                                |                                                                                |                                                                                |
| 1970    | East Bengal                                                                    | 2-0                                                                            | Mohun Bagan AC                                                                 |                                                                                |                                                                                |                                                                                |                                                                                |
| 1971    | Border Security Force                                                          | 0-0, 1-0                                                                       | Leaders Club                                                                   |                                                                                |                                                                                |                                                                                |                                                                                |
| 1972    | East Bengal                                                                    | 0-0, 1-0                                                                       | Mohun Bagan AC                                                                 |                                                                                |                                                                                |                                                                                |                                                                                |
| 1973    | Border Security Force                                                          | 2-1                                                                            | RAC, Bikaner                                                                   |                                                                                |                                                                                |                                                                                |                                                                                |
| 1974    | Mohun Bagan AC                                                                 | 3-2                                                                            | JCT Mills                                                                      |                                                                                |                                                                                |                                                                                |                                                                                |
| 1975    | Border Security Force                                                          | 1-1, 2-1                                                                       | JCT Mills                                                                      |                                                                                |                                                                                |                                                                                |                                                                                |
| 1976    | Border Security Force & JCT Mills - (ambos campeones) 0-0, 0-0                 | Border Security Force & JCT Mills - (ambos campeones) 0-0, 0-0                 | Border Security Force & JCT Mills - (ambos campeones) 0-0, 0-0                 | Border Security Force & JCT Mills - (ambos campeones) 0-0, 0-0                 | Border Security Force & JCT Mills - (ambos campeones) 0-0, 0-0                 | Border Security Force & JCT Mills - (ambos campeones) 0-0, 0-0                 | Border Security Force & JCT Mills - (ambos campeones) 0-0, 0-0                 |
| 1977    | Mohun Bagan AC                                                                 | 1-1, 2-1                                                                       | JCT Mills                                                                      |                                                                                |                                                                                |                                                                                |                                                                                |
| 1978    | East Bengal                                                                    | 3-0                                                                            | Mohun Bagan AC                                                                 |                                                                                |                                                                                |                                                                                |                                                                                |
| 1979    | Mohun Bagan AC                                                                 | 1-0                                                                            | Punjab Police                                                                  |                                                                                |                                                                                |                                                                                |                                                                                |
| 1980    | Mohun Bagan AC                                                                 | 1-0                                                                            | Mohammedan Sporting Club                                                       |                                                                                |                                                                                |                                                                                |                                                                                |
| 1981    | Border Security Force                                                          | 1-0                                                                            | JCT Mills                                                                      |                                                                                |                                                                                |                                                                                |                                                                                |
| 1982    | Mohun Bagan AC & East Bengal - (ambos campeones) 0-0                           | Mohun Bagan AC & East Bengal - (ambos campeones) 0-0                           | Mohun Bagan AC & East Bengal - (ambos campeones) 0-0                           | Mohun Bagan AC & East Bengal - (ambos campeones) 0-0                           | Mohun Bagan AC & East Bengal - (ambos campeones) 0-0                           | Mohun Bagan AC & East Bengal - (ambos campeones) 0-0                           | Mohun Bagan AC & East Bengal - (ambos campeones) 0-0                           |
| 1983    | JCT Mills                                                                      | 2-1                                                                            | Mohun Bagan AC                                                                 |                                                                                |                                                                                |                                                                                |                                                                                |
| 1984    | Mohun Bagan AC                                                                 | 2-0                                                                            | East Bengal                                                                    |                                                                                |                                                                                |                                                                                |                                                                                |
| 1985    | Mohun Bagan AC                                                                 | 0-0 (3-2 pen.)                                                                 | JCT Mills                                                                      |                                                                                |                                                                                |                                                                                |                                                                                |
| 1986    | Mohun Bagan AC                                                                 | 1-0                                                                            | East Bengal                                                                    |                                                                                |                                                                                |                                                                                |                                                                                |
| 1987    | JCT Mills                                                                      | 1-0                                                                            | Mohun Bagan AC                                                                 |                                                                                |                                                                                |                                                                                |                                                                                |
| 1988    | Border Security Force                                                          | 3-2                                                                            | East Bengal                                                                    |                                                                                |                                                                                |                                                                                |                                                                                |
| 1989    | East Bengal                                                                    | 0-0 (3-1 pen.)                                                                 | Mohun Bagan AC                                                                 |                                                                                |                                                                                |                                                                                |                                                                                |
| 1990    | East Bengal                                                                    | 3-2                                                                            | Mahindra&Mahindra                                                              |                                                                                |                                                                                |                                                                                |                                                                                |
| 1991    | East Bengal                                                                    | 1-1 (5-3 pen.)                                                                 | Border Security Force                                                          |                                                                                |                                                                                |                                                                                |                                                                                |
| 1992    | JCT Mills                                                                      | 1-0                                                                            | Mohammedan Sporting Club                                                       |                                                                                |                                                                                |                                                                                |                                                                                |
| 1993    | East Bengal                                                                    | 1-0                                                                            | PSEB                                                                           |                                                                                |                                                                                |                                                                                |                                                                                |
| 1994    | Mohun Bagan AC                                                                 | 1-0                                                                            | East Bengal                                                                    |                                                                                |                                                                                |                                                                                |                                                                                |
| 1995    | East Bengal                                                                    | 0-0 (4-3 pen.)                                                                 | Tata FA                                                                        |                                                                                |                                                                                |                                                                                |                                                                                |
| 1996    | JCT Mills                                                                      | 1-0                                                                            | Oil Club                                                                       |                                                                                |                                                                                |                                                                                |                                                                                |
| 1997    | FC Kochin                                                                      | 3-1                                                                            | Mohun Bagan AC                                                                 |                                                                                |                                                                                |                                                                                |                                                                                |
| 1998    | Mahindra&Mahindra                                                              | 2-1                                                                            | East Bengal                                                                    |                                                                                |                                                                                |                                                                                |                                                                                |
| 1999    | Salgaocar SC                                                                   | 0-0 (3-2 pen.)                                                                 | East Bengal                                                                    |                                                                                |                                                                                |                                                                                |                                                                                |
| 2000    | Mohun Bagan AC                                                                 | 1-1, 1-0 (t.e.)                                                                | Mahindra United                                                                |                                                                                |                                                                                |                                                                                |                                                                                |
| 2001-02 | Mahindra United                                                                | 5-0                                                                            | Churchill Brothers SC                                                          |                                                                                |                                                                                |                                                                                |                                                                                |
| 2002-03 | East Bengal                                                                    | 3-0                                                                            | Army XI                                                                        |                                                                                |                                                                                |                                                                                |                                                                                |
| 2003-04 | Salgaocar SC                                                                   | 1-1 (4-3 pen.)                                                                 | East Bengal                                                                    |                                                                                |                                                                                |                                                                                |                                                                                |
| 2005    | Army XI                                                                        | 0-0 (5-4 pen.)                                                                 | SC Goa                                                                         |                                                                                |                                                                                |                                                                                |                                                                                |
| 2006    | Dempo SC                                                                       | 1-0                                                                            | JCT Mills                                                                      |                                                                                |                                                                                |                                                                                |                                                                                |
| 2007    | Churchill Brothers SC                                                          | 1-0                                                                            | Mahindra United                                                                |                                                                                |                                                                                |                                                                                |                                                                                |
| 2008    | Mahindra United                                                                | 3-2                                                                            | Churchill Brothers SC                                                          |                                                                                |                                                                                |                                                                                |                                                                                |
| 2009    | Churchill Brothers SC                                                          | 3-1                                                                            | Mohun Bagan AC                                                                 |                                                                                |                                                                                |                                                                                |                                                                                |
| 2010    | Prayag United SC                                                               | 1-0                                                                            | JCT FC                                                                         |                                                                                |                                                                                |                                                                                |                                                                                |
| 2011    | Churchill Brothers SC                                                          | 5-4                                                                            | Prayag United SC                                                               |                                                                                |                                                                                |                                                                                |                                                                                |
| 2012    | AirIndia                                                                       | 3-2                                                                            | Dodsal                                                                         |                                                                                |                                                                                |                                                                                |                                                                                |
| 2013    | Mohammedan SC Calcuta                                                          | 2-1                                                                            | ONGC                                                                           |                                                                                |                                                                                |                                                                                |                                                                                |
| 2014    | Salgaocar F. C.                                                                | 1-0                                                                            | Pune FC                                                                        |                                                                                |                                                                                |                                                                                |                                                                                |
| 2016    | Army Green FC                                                                  | 0-0 (6-5 pen.)                                                                 | NEROCA FC                                                                      |                                                                                |                                                                                |                                                                                |                                                                                |

## Títulos por equipo
| Finales jugadas | Club                             | Ganados | Perdidos | % Victorias | Último Título |
| --------------- | -------------------------------- | ------- | -------- | ----------- | ------------- |
| 27              | Mohun Bagan AC                   | 16      | 11       | 59.25       | 2000          |
| 26              | East Bengal                      | 16      | 10       | 61.54       | 2003          |
| 9               | Border Security Force            | 7       | 2        | 77.78       | 1988          |
| 11              | JCT Mills                        | 5       | 6        | .454        | 1996          |
| 7               | Black Watch                      | 5       | 2        | .714        | 1920          |
| 6               | Highland Light Infantry          | 5       | 1        | .833        | 1895          |
| 7               | Hyderabad City Police            | 4       | 3        | .571        | 1954          |
| 6               | Lancashire Fusiliers             | 4       | 2        | .666        | 1922          |
| 6               | Mahindra United                  | 3       | 3        | .500        | 2008          |
| 4               | York & Lancaster Regiment        | 3       | 1        | .750        | 1930          |
| 5               | Churchill Brothers SC            | 3       | 2        | .600        | 2011          |
| 3               | Salgaocar Sports Club            | 3       | 0        | 1.000       | 2014          |
| 4               | Border Regiment                  | 2       | 2        | .500        | 1937          |
| 3               | Cameronians (Scottish Rifles)    | 2       | 1        | .666        | 1907          |
| 3               | Gorkha Brigade                   | 2       | 1        | .666        | 1969          |
| 3               | Royal Scots Fusiliers            | 2       | 1        | .666        | 1912          |
| 3               | Sherwood Foresters               | 2       | 1        | .666        | 1928          |
| 2               | King's Shropshire Light Infantry | 2       | 0        | 1.000       | 1933          |
| 2               | Madras Regimental Centre         | 2       | 0        | 1.000       | 1958          |
| 2               | King's Own Scottish Borderers    | 2       | 0        | 1.000       | 1892          |
| 2               | South Wales Borderers            | 2       | 0        | 1.000       | 1901          |
| 4               | Mohammedan Sporting Club         | 2       | 2        | .250        | 2013          |
| 1               | FC Kochin                        | 1       | 0        | 1.000       | 1997          |
| 1               | Prayag United S.C.               | 1       | 0        | 1.000       | 2010          |
| 1               | Air India                        | 1       | 0        | 1.000       | 2012          |
| 1               | Army Green                       | 1       | 0        | 1.000       | 2016          |